# Annalise Murphy
Annalise Murphy (* 1. Februar 1990 in Dublin) ist eine irische Seglerin.

## Erfolge
Annalise Murphy nahm an den Olympischen Sommerspielen 2012 in London und 2016 in Rio de Janeiro in der Bootsklasse Laser Radial teil. 2012 verpasste sie mit 44 Punkten als Vierte noch knapp einen Medaillengewinn, ehe sie 2016 mit 67 Punkten den zweiten Platz hinter Marit Bouwmeester belegte und damit die Silbermedaille gewann. 2013 wurde sie Europameisterin.
Ihre Mutter Cathy MacAleavey war ebenfalls olympische Seglerin.